# シャイアン・マウンテン空軍基地
座標: 北緯38度44分39秒 西経104度50分49秒 / 北緯38.744281度 西経104.846806度

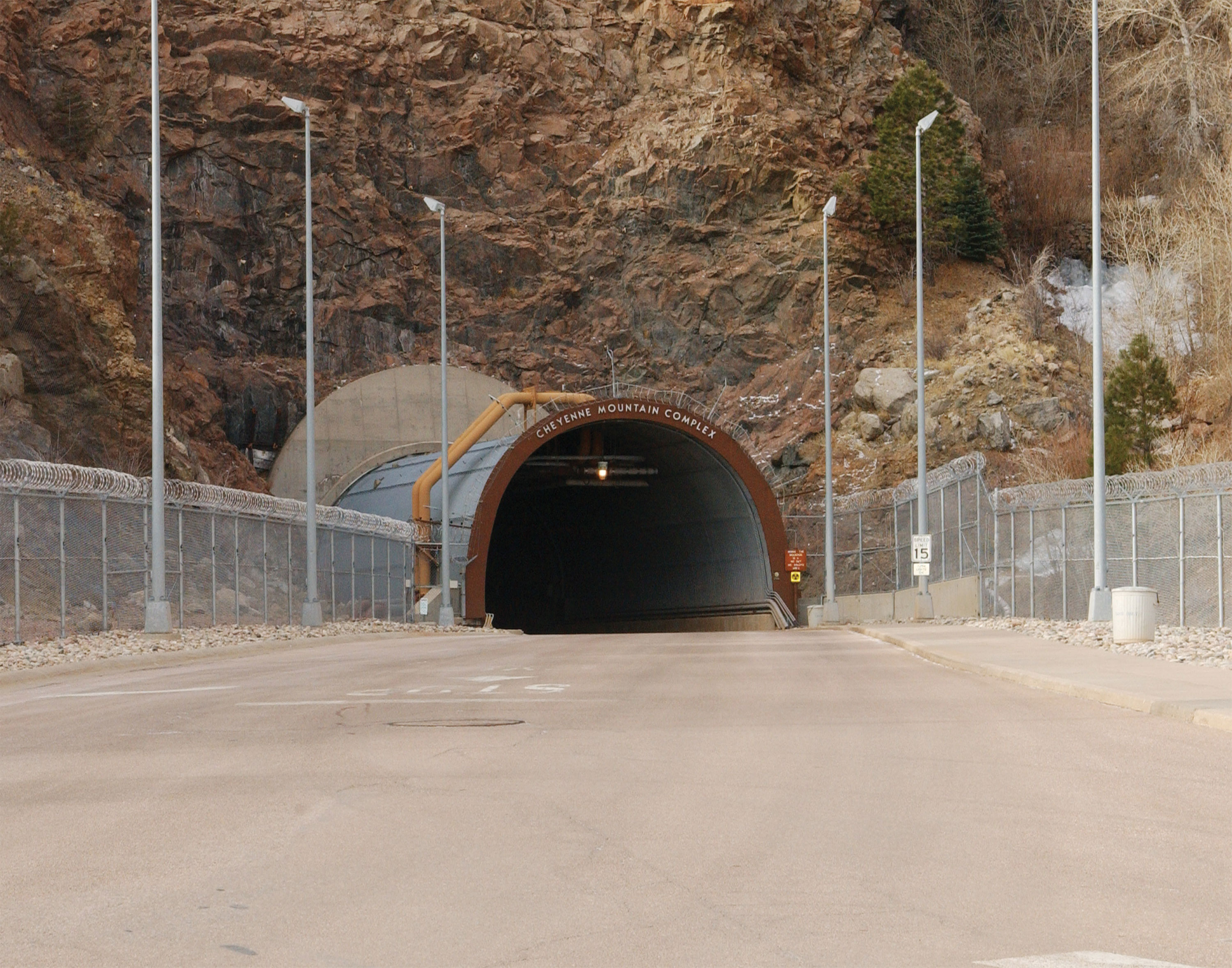
シャイアン山の北口

シャイアン・マウンテン空軍基地(Cheyenne Mountain Space Force Station)は、アメリカ宇宙軍の基地の一つ。コロラド州エルパソ郡のシャイアン山にあり、冷戦期には北アメリカ航空宇宙防衛司令部(NORAD)の地下司令部が所在した場所として知られていた。2006年以降は待機保管状態にある。

## 概要

### 建設
冷戦が激しくなり、核戦争の危険性が現実味を帯びてくるようになった。1957年のスプートニク・ショックは大陸間弾道ミサイルによる攻撃可能性も示唆する出来事であった。これらを受けて、1958年にNORADが設立されたが、当初はエント空軍基地の地上施設に司令部が置かれた。
地上施設は核攻撃に対し脆弱であるため堅固な地下施設に司令部を設置する必要性が考えられた。地震が少なく他の軍施設にも近いコロラド州エルパソ郡のシャイアン山中に地下司令部を設置することとし、1961年より建設が開始された。

### 運用
基地が完成したのは1964年のことであり、1966年までにNORADの移転が完了している。NORADの任務はソ連大型爆撃機に対する防空任務であったが、弾道ミサイル技術の発達に伴い、弾道ミサイル発射早期警戒も加えられ、これもシャイアン山より指揮した。
1990年の湾岸戦争の際の、DSP衛星によるスカッドミサイル発射警戒もここより行なっていた。NORADのほか、空軍宇宙軍団やアメリカ北方軍も司令部を置いていた。

### 現在
2006年にシャイアン山の施設は、対テロ戦争の時代に非効率と判断され、所在各部隊は近隣のピーターソン空軍基地の地上施設へ移転した。移転後の施設は、空軍宇宙軍団の管理により保管状態に置かれ、要員の訓練に用いられるなど、短時間で稼動状態に復帰できるように維持（モスボール）されている。
2015年3月、アメリカ国防総省は7億ドルかけてここを改修し、軍の精密通信機器を移転させると発表した。この基地は構造上、電磁パルス (EMP) による攻撃を受けにくいのが理由である。
この基地は全面核戦争に備えた冷戦期の国防中枢として映画などで度々登場し、特に1983年の映画『ウォー・ゲーム』での描写が有名である。

## 施設

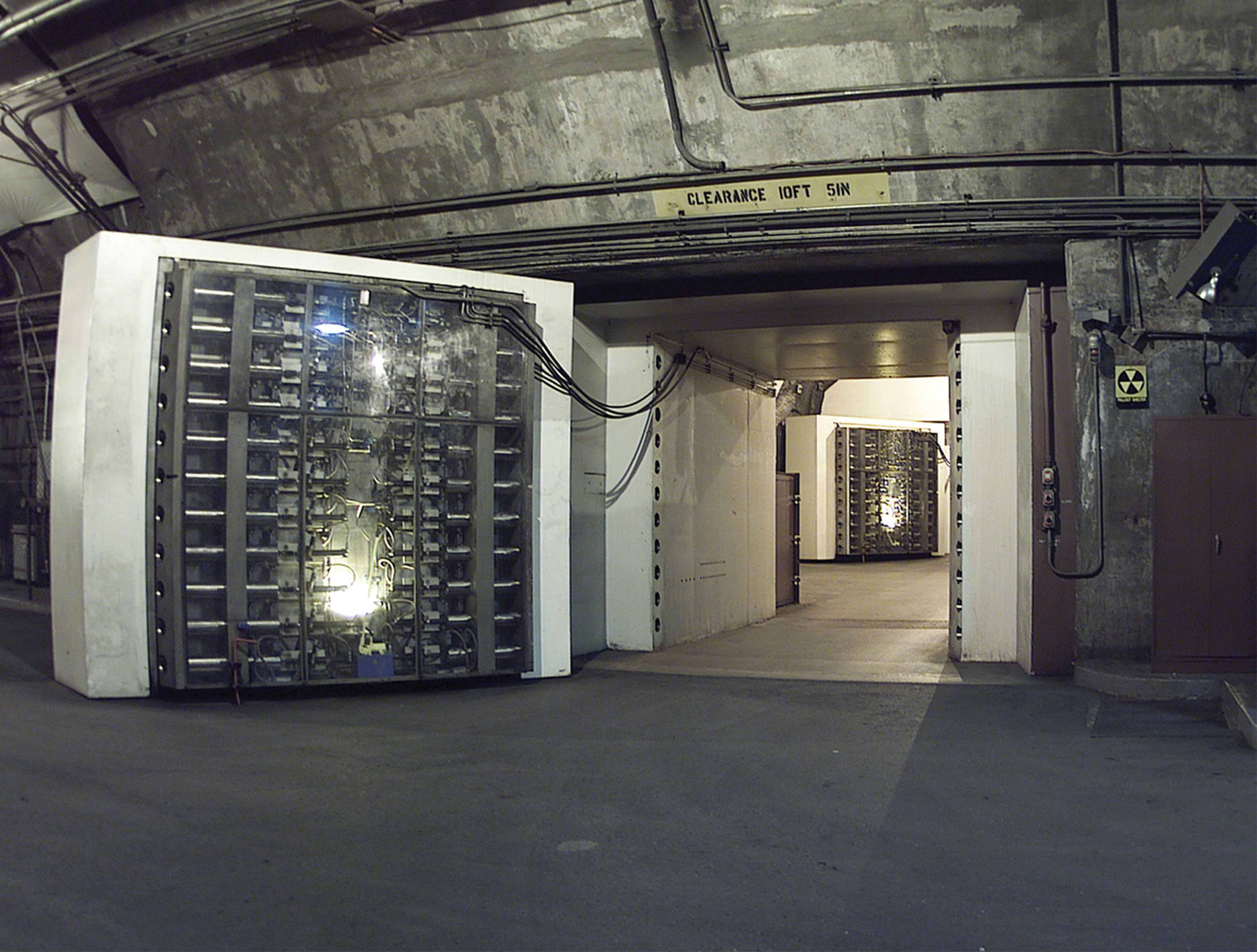
耐爆ドア。映画「ウォー・ゲーム」にも登場している

花崗岩の山体中に作られた地下施設であり、地上より約1.6 kmほどのトンネルの先に施設が設けられている。重さ25 tの耐爆ドアが2つあり、内部の建物自体も核出力数メガトン級の核爆発が数キロ以内で発生しても耐えられるようになっている。
主要な内部構造物は15個あり、うち12個の構造物が3階建てで残り3つは平屋または2階建てとなっている。内部構造物は、岩壁を直接利用したものではなく、核攻撃による振動を防ぐために制振材としてのばね上に設置されている。
核シェルターとして内部での生活が可能であり、食堂、医療施設、運動施設、売店などもある。非常用発電機も装備し、化学兵器や生物兵器、放射能については除去される換気システムがある。